# Majestic Motor Company
Majestic Motor Company, anfangs Monitor Motor Company, war ein US-amerikanischer Hersteller von Automobilen.

## Unternehmensgeschichte
Die Monitor Motor Company wurde 1917 in New York City gegründet. Beteiligt waren Samuel Fein, Frank A. Kateley, Harry Kitzinger und Max Monfried. Kateley war vorher Verkaufsleiter bei der Remington Motor Company. Sie begannen im gleichen Jahr mit der Produktion von Automobilen. Der Markenname lautete Majestic. Noch 1917 endete die Produktion.
Weitere amerikanische Hersteller von Personenkraftwagen der Marke Majestic waren Majestic Motor Car Company und Larrabee-Deyo Motor Truck Company.

## Fahrzeuge
Im Angebot stand laut Literatur nur ein Modell. Es hatte einen V8-Motor mit 4600 cm³ Hubraum. Das Fahrgestell hatte 318 cm Radstand. Erhältlich waren Tourenwagen mit sieben Sitzen, Club-Roadster, ein sogenannter Stuyvesant-Victoria und eine Touren-Limousine.
Es gibt allerdings auch Hinweise darauf, dass es zwei verschiedene Modelle gab. Die A Series hatte einen Motor mit 331,8 Kubikzoll, entsprechend 5437 cm³ Hubraum, 343 cm Radstand und Aufbauten als Roadster mit vier Sitzen und Tourenwagen mit fünf und mit sieben Sitzen. Die M Series hatte einen kleineren Motor mit 282,7 Kubikzoll, 4633 cm³ Hubraum, 318 cm Radstand und war neben den Karosserien des anderen Modells auch mit einem viertürigen, fünfsitzigen Aufbau unbekannter Art erhältlich.